# Mazda Bongo Friendee
Der Mazda Bongo Friendee war ein Kleinbus, der auf der Mazda SG-Plattform basierte. Neben dem 7/8-sitzigen Kleinbus wurde er auch als Campingmobil für 6 Personen angeboten. Das Leergewicht wird mit 1600–1940 kg angegeben. Ford verkaufte ihn im Rahmen des Badge-Engineering als Ford Freda. Beide Modelle wurden nur im asiatischen Raum und Ozeanien angeboten und vereinzelt nach Großbritannien (Insel) importiert. Erst 2008 gab es mit dem Mazda Biante ein Nachfolgemodell.

## Übersicht
Im Juni 1995 begann die Produktion des Friendee bzw. Ford Freda. Angetrieben wurde er entweder von einem 2,0-l- oder 2,5-l-V6-Benzinmotor. Als Dieselmotor kam ein 2,5-l-Turbodiesel zum Einsatz, der auch im Ford Ranger verbaut wurde. Das Fahrzeug hatte prinzipiell Hinterradantrieb und konnte optional mit Allradantrieb geordert werden. Neben dem serienmäßigen 5-Gang-Schaltgetriebe war auch ein 4-Gang-Automatikgetriebe auf Wunsch erhältlich. Serienmäßig waren im Van 7 Sitzplätze vorhanden. Er besaß serienmäßig ein großes mittiges Schiebedach. Ab Werk wurde auch eine Version mit Campingausstattung angeboten. Die größte Besonderheit dieses Autos war das serienmäßige, „Auto Free Top“ genannte elektrische Hubdach, welches von Daikyo Webasto (jetzt Webasto Japan) hergestellt wurde. In dem Fahrzeug konnten insgesamt 5 Personen übernachten. Alle Versionen des Friendee/Freda hatten umlegbare Sitze, die sich zu einem Doppelbett zusammenlegen ließen.

### Facelift
Im Februar 1999 erfolgte eine Überarbeitung mit neuer Front. Neben Detailverbesserungen wurde auch der Fahrgastraum überarbeitet, sodass im Van nun 8 und im Campingmodell 6 Personen Platz fanden. Im Dezember 2005 wurde die Produktion eingestellt.

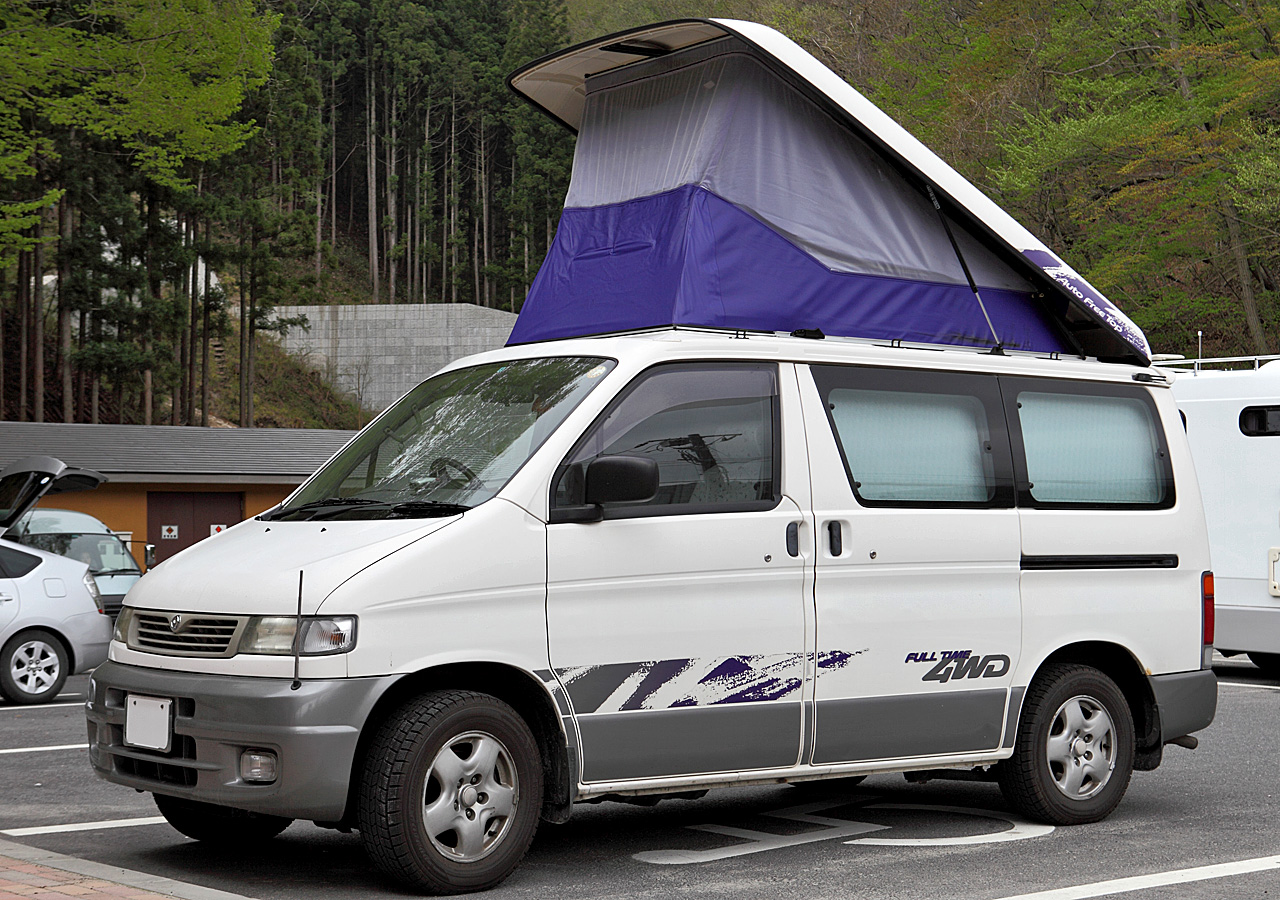
Mazda Bongo Friendee Camper mit Aufstelldach
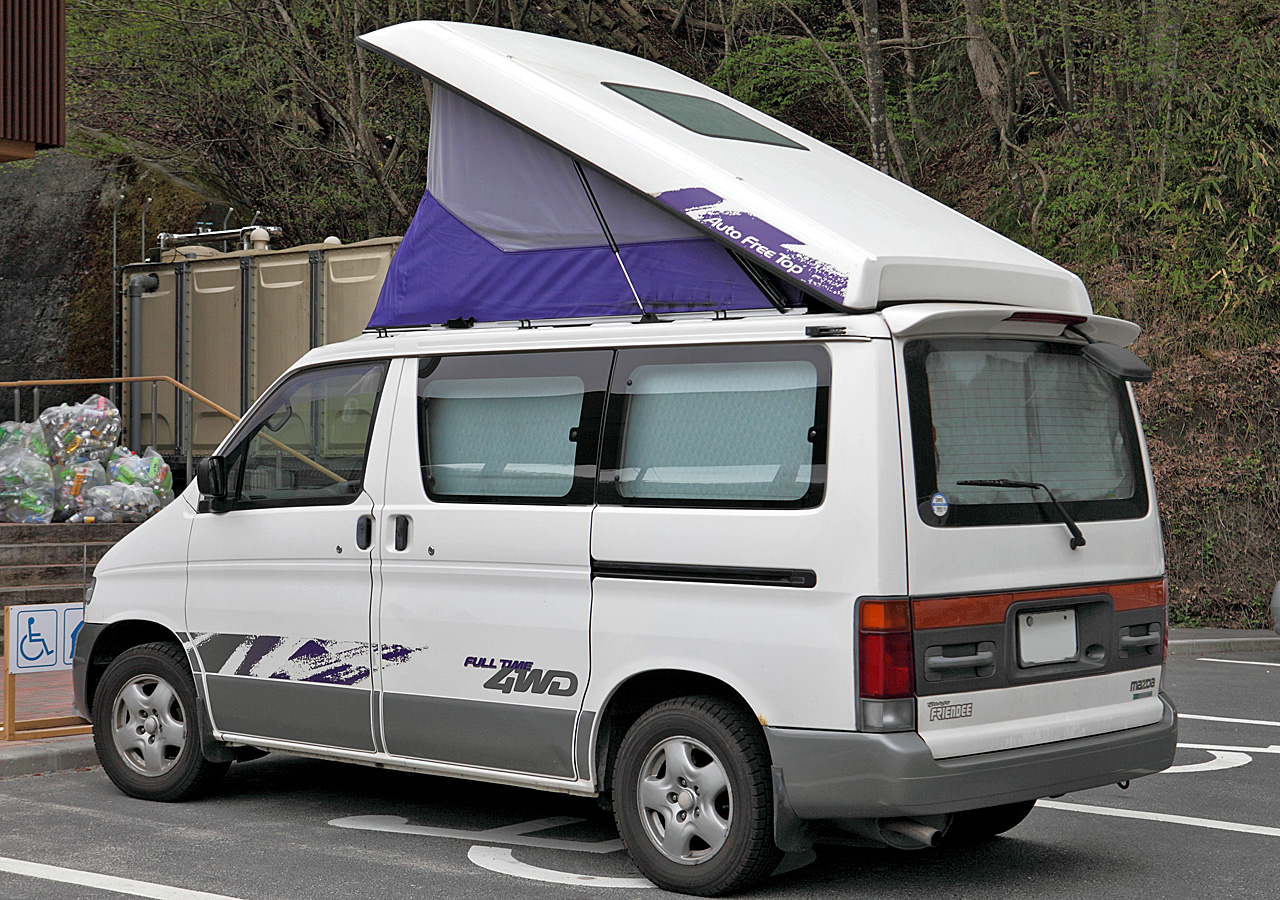
Heckansicht
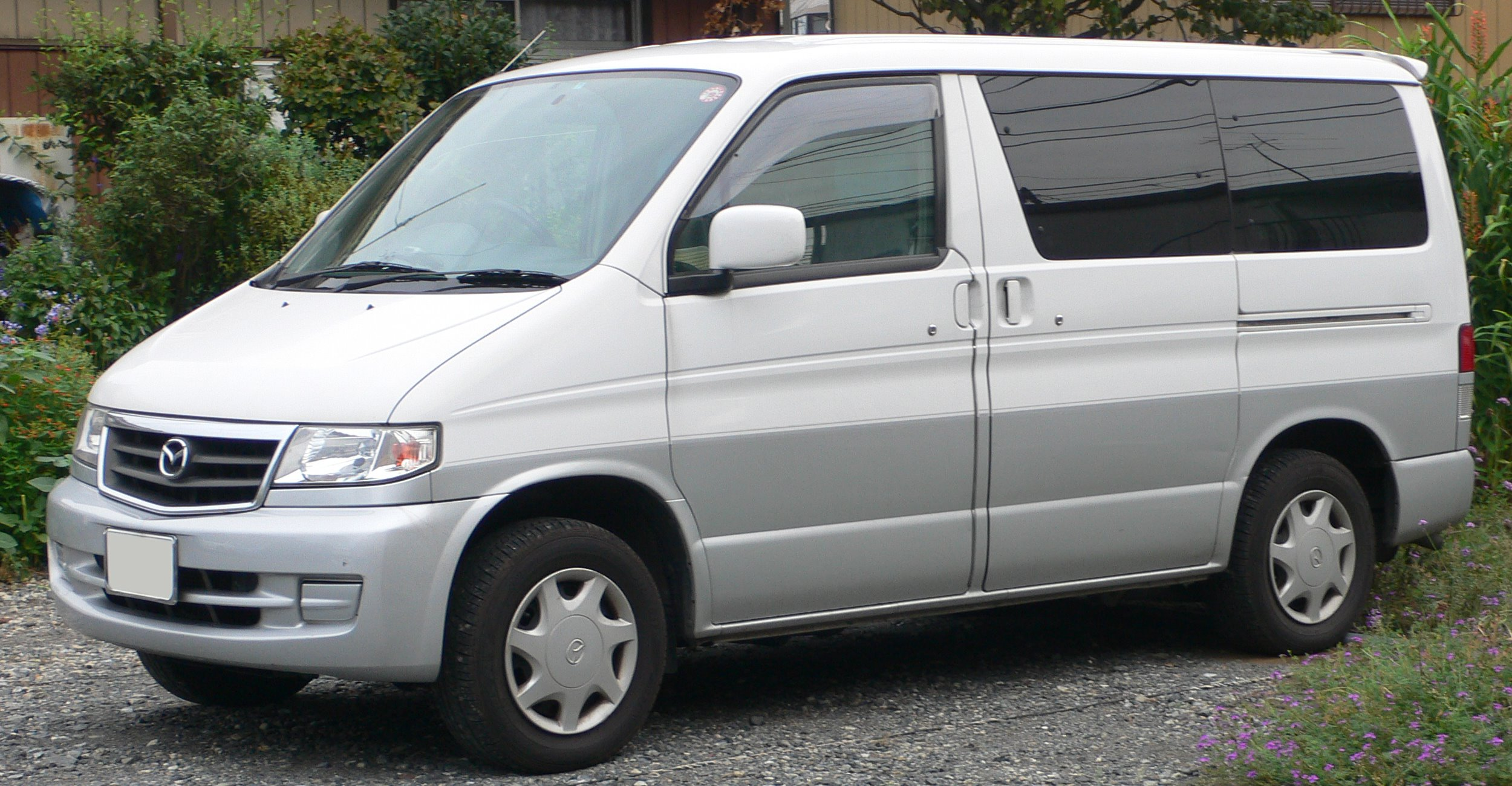
Facelift (1999–2005)
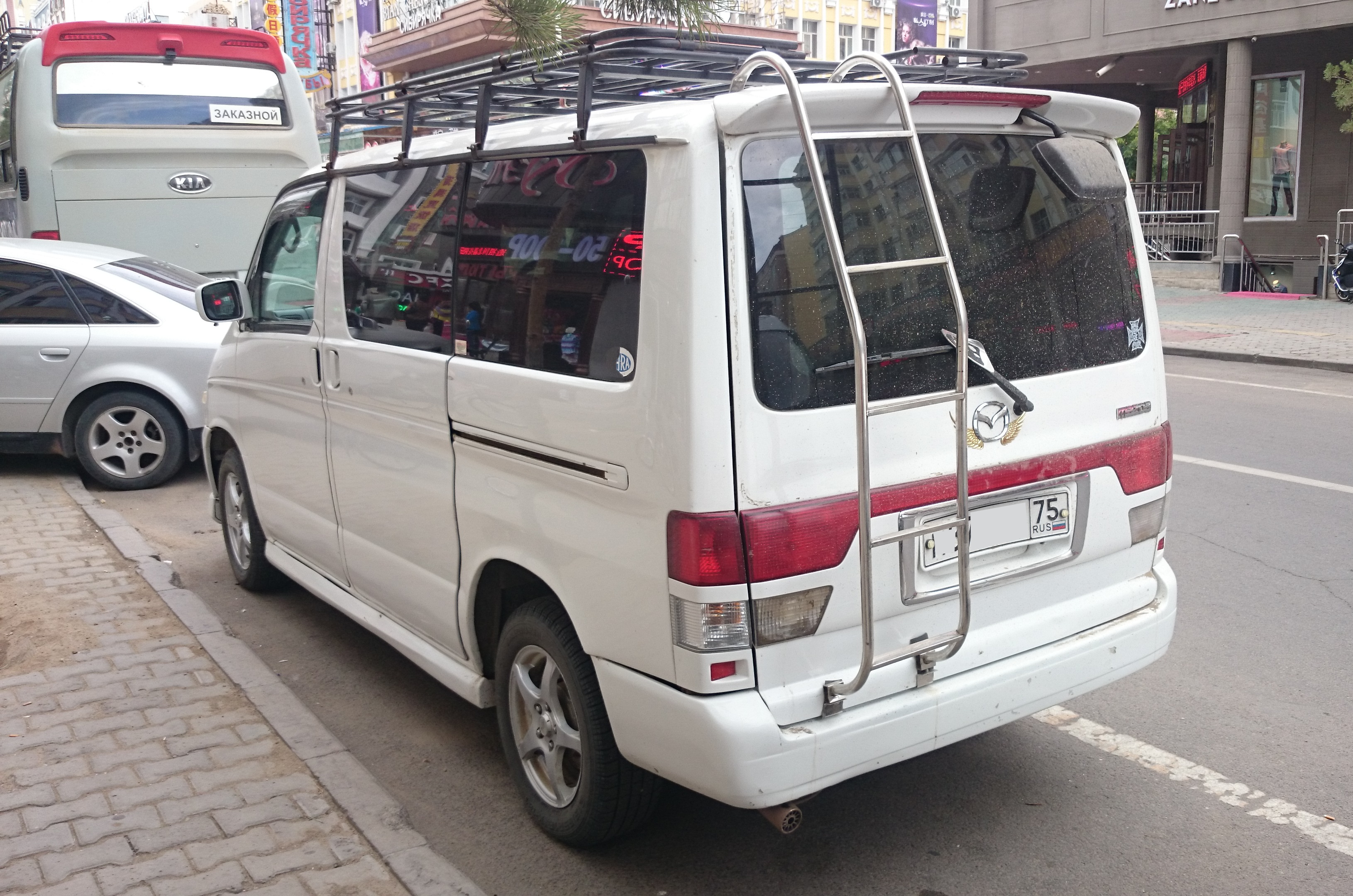
Heckansicht
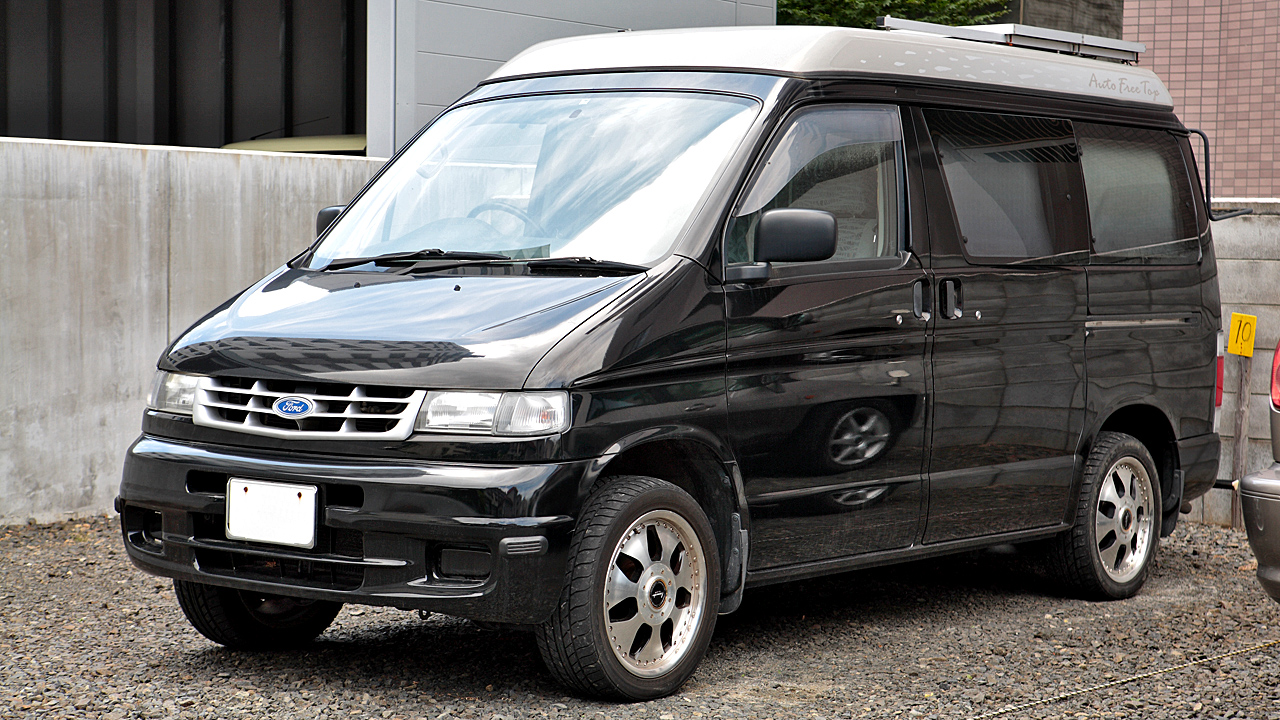
Ford Freda (1995–1999)
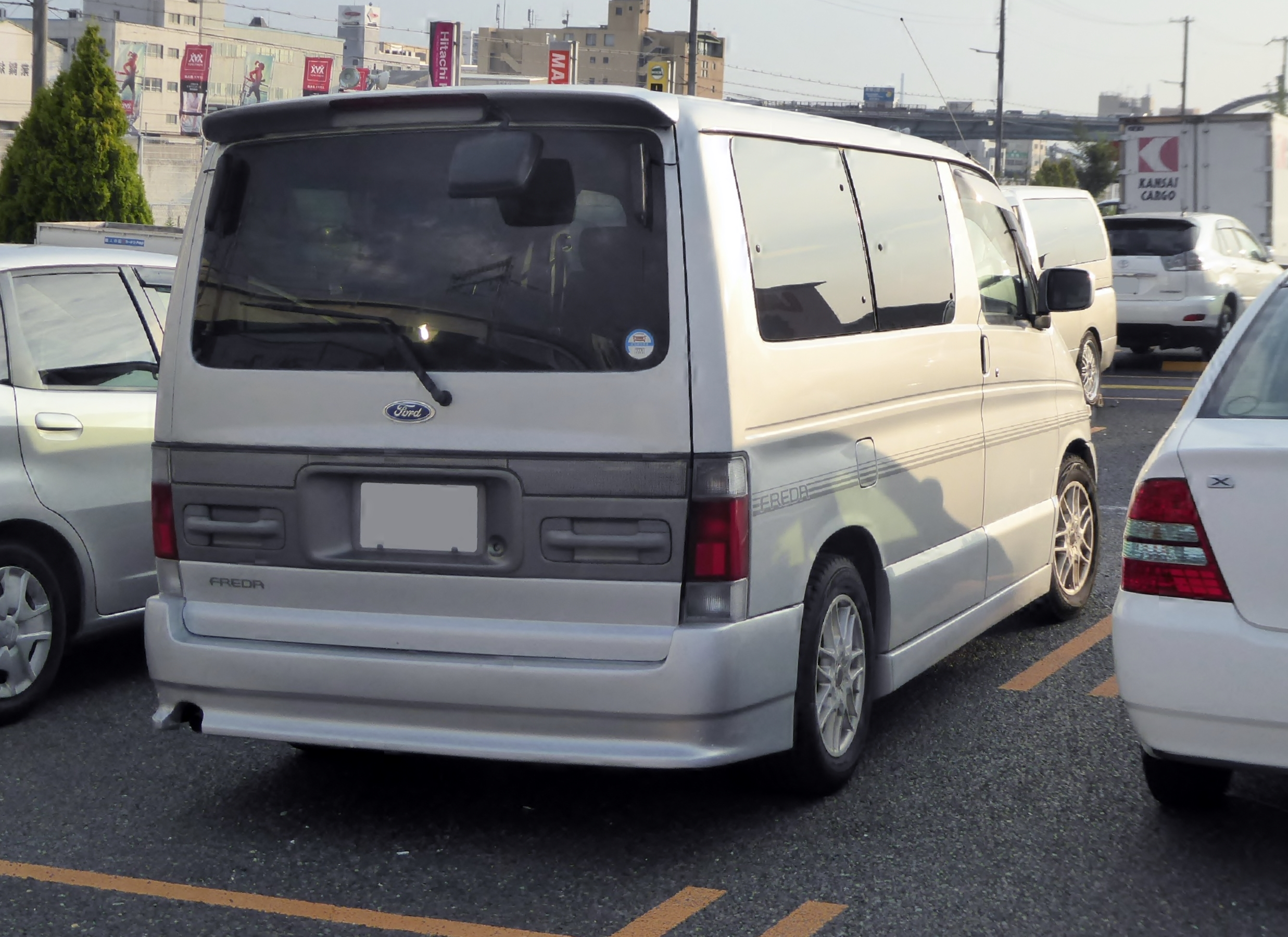
Heckansicht
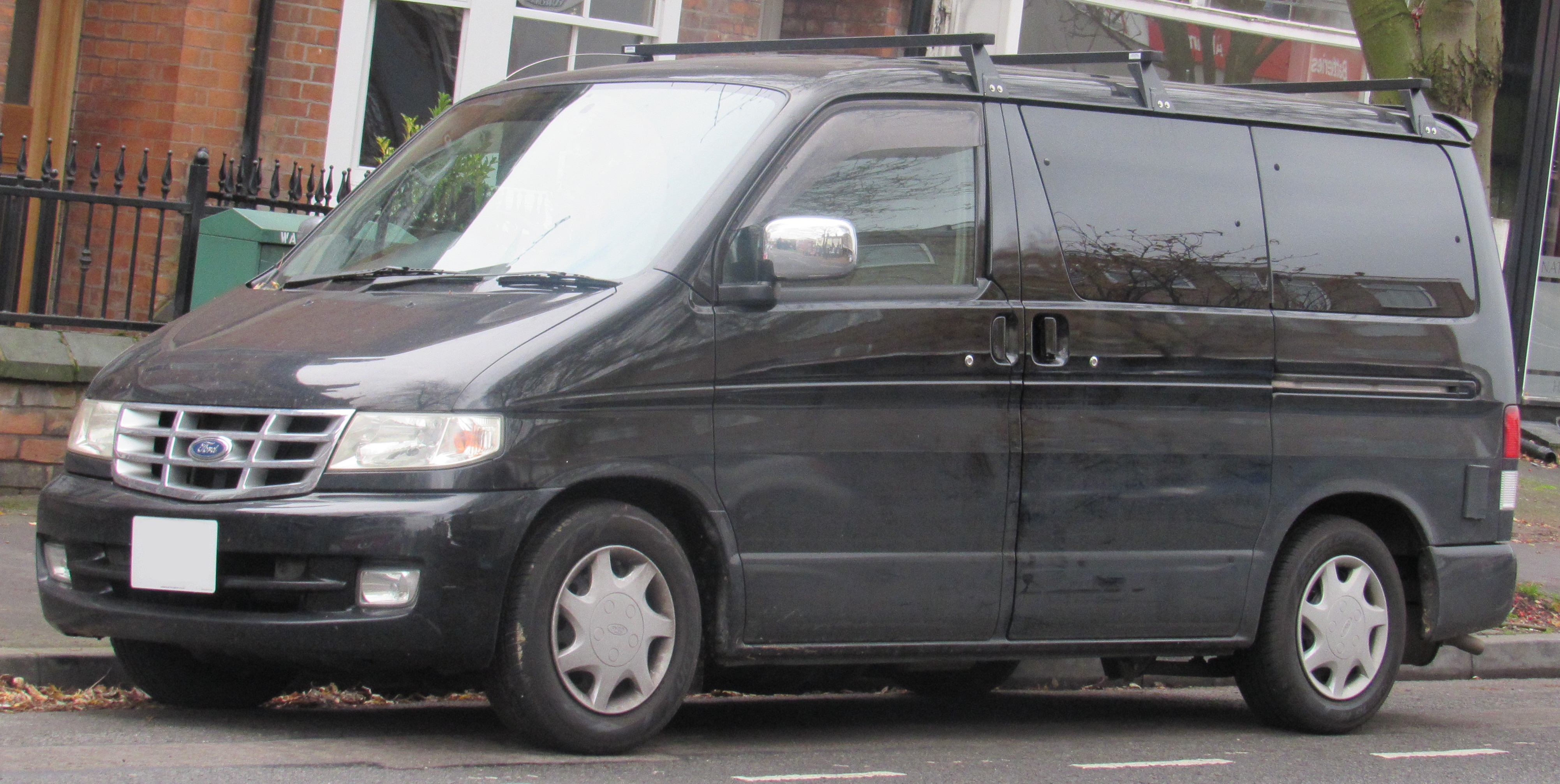
Facelift (1999–2005)
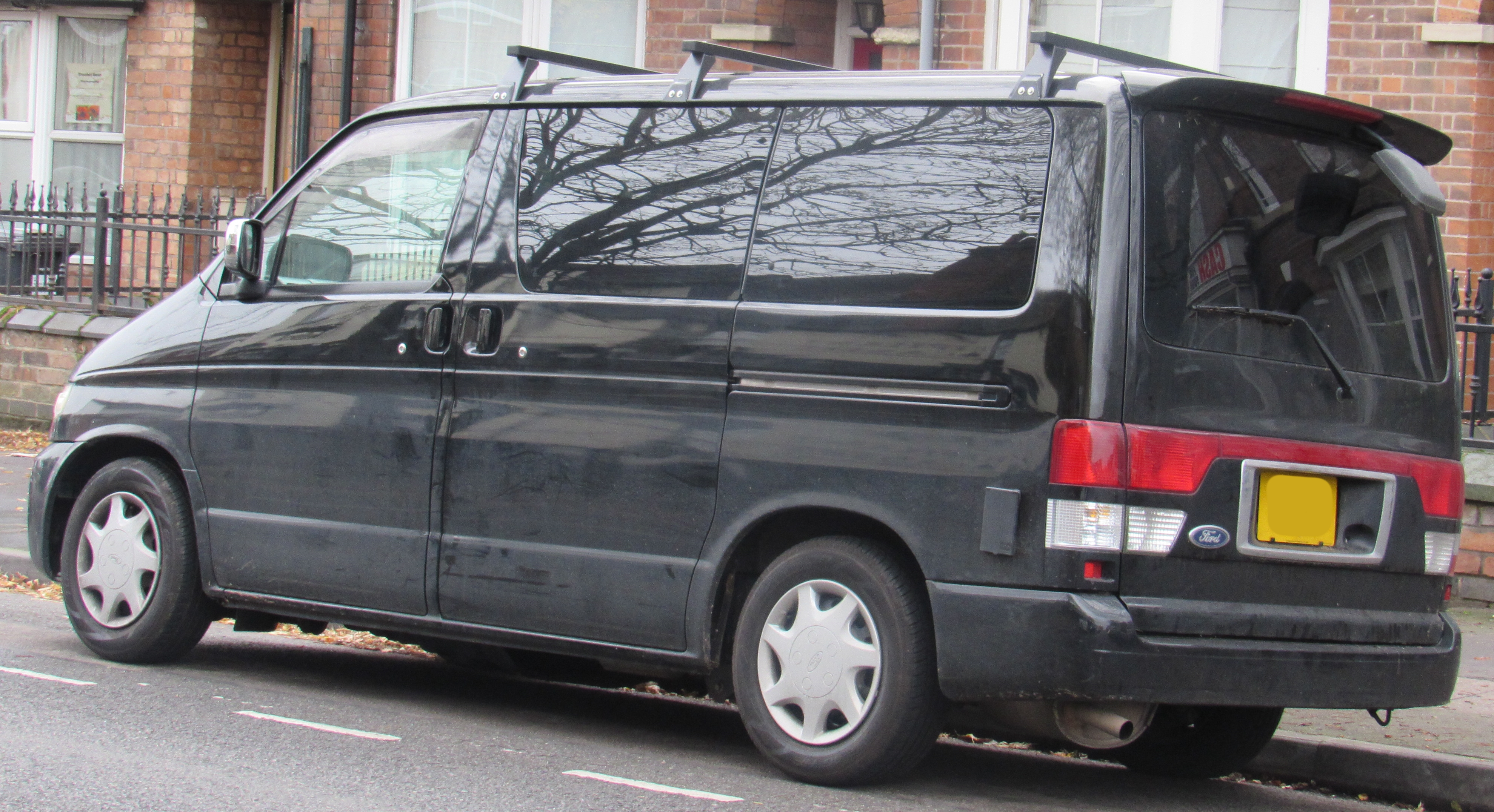
Heckansicht